# Agricultural Development Bank of China
Банк сільськогосподарського розвитку Китаю (англ. Agricultural Development Bank of China, кит.: 中国农业发展银行) — китайський державний банк, один з трьох політичних банків (що фінансують проекти уряду КНР), поряд з The Export-Import Bank of China і China Development Bank.
Заснований 19 жовтня 1994. Функції включають надання кредитів на закупівлю, зберігання та розподіл сільськогосподарської продукції та добрив, фінансування інфраструктурних проектів у сільській місцевості, купівлі сільськогосподарської техніки, будівництва та ремонту житла для фермерів; також займається посередницькою та інвестиційною діяльністю. Основним джерелом наповнення капіталу є випуск облігацій, які прирівнюються до державних облігацій уряду КНР. Облігації розміщуються як на внутрішніх, так і на зарубіжних фондових ринках (біржах Гонконгу, Шанхаю, Шеньчженю, Люксембургу, Франкфурту, Лондону, Макао). На кінець 2019 було 1364 випуски на загальну суму 9,14 трлн юанів.
Розмір активів на кінець 2019 становив 7 трлн юанів (близько 1 трлн доларів), з них на видані кредити припало 5,58 трлн юанів. З пасивів випущені облігації становили 5,58 трлн юанів, 1,31 трлн юанів склали депозити фінансових інститутів та компаній. Чистий процентний дохід у 2019 становив 72 млрд юанів (дохід 265 млрд, витрата 193 млрд юанів), інвестиційний дохід становив 22 млрд.
Мережа банку налічує 1830 відділень у 31 провінції КНР.